# Сан-Педру-де-Алва
Сан-Педру-де-Алва (порт. São Pedro de Alva) — район (фрегезия) в Португалии, входит в округ Коимбра. Является составной частью муниципалитета Пенакова. Находится в составе крупной городской агломерации Большая Коимбра. По старому административному делению входил в провинцию Бейра-Литорал. Входит в экономико-статистический субрегион Байшу-Мондегу, который входит в Центральный регион. Население составляет 1810 человек на 2001 год. Занимает площадь 28,37 км².